# О-Ент'ямон
О-Ент'ямон (фр. Haut-Intyamon) — громада  в Швейцарії в кантоні Фрібур, округ Грюєр.

## Географія
Громада розташована на відстані близько 60 км на південний захід від Берна, 33 км на південь від Фрібура.
О-Ент'ямон має площу 60,3 км², з яких на 2,5% дозволяється будівництво (житлове та будівництво доріг), 49,4% використовуються в сільськогосподарських цілях, 37,8% зайнято лісами, 10,3% не є продуктивними (річки, льодовики або гори).

## Демографія
2019 року в громаді мешкало 1559 осіб (+10,2% порівняно з 2010 роком), іноземців було 17,3%. Густота населення становила 26 осіб/км².
За віковим діапазоном населення розподілялося таким чином: 22,1% — особи молодші 20 років, 59,1% — особи у віці 20—64 років, 18,8% — особи у віці 65 років та старші. Було 687 помешкань (у середньому 2,2 особи в помешканні).
Із загальної кількості 369 працюючих 89 було зайнятих в первинному секторі, 145 — в обробній промисловості, 135 — в галузі послуг.